# Monastero di San Luca (Firenze)
Il monastero di San Luca è un edificio religioso scomparso di Firenze, già situato tra via San Gallo, in corrispondenza dell'attuale via Duca d'Aosta.

## Storia
In una serie pressoché ininterrotta di istituti assistenziali e relativi monasteri di via San Gallo, il monastero di San Luca si trovano appena a sud dell'ospedale Bonifacio, e separato solo da qualche casa dall'ospedale della Santissima Trinità degli Incurabili.
San Luca era retto dalle monache agostiniane almeno dal 1508, dopo che esse si erano trasferite da un altro monastero in via Porta Rossa. Nel 1734-1736 il loro monastero fu soppresso da Gian Gastone de' Medici, e accorpato all'ospedale Bonifacio, rifondandovi il "Conservatorio dei poveri invalidi", con la missione di togliere dalla strada gli accattoni di ambo i sessi, incapaci di procurarsi il sostentamento, e iniziarli a una professione.
Con la creazione del porticato dell'ospedale Bonifacio (1787, su progetto di Giuseppe Salvetti) e la successiva apertura di via Duca d'Aosta, il monastero di San Luca venne completamente demolito e non ne resta oggi traccia.
A Firenze era esistito un altro monastero di San Luca, nel contado di Quaracchi, soppresso quando nel 1346 le monache si trasferirono nel monastero di Fuligno.